# Chevrolet Chevelle
O Chevrolet Chevelle é um automóvel de tamanho médio que foi produzido pela Chevrolet em três gerações para os anos de 1964 à 1978. Parte da plataforma A-Body da General Motors (GM), o Chevelle foi uma das marcas mais bem sucedidas da Chevrolet. Body styles incluindo coupes, sedãs, conversíveis e station wagons (peruas). As versões Super Sport foram produzidas durante o modelo do ano de 1973, e Lagunas de 1973 a 1976. Depois de uma ausência de três anos, o El Camino foi reintroduzido como parte da nova linha Chevelle. O Chevelle também forneceu a plataforma para o Monte Carlo introduzido em 1970. O Malibu, o modelo top de linha até 1972, substituiu completamente a marca Chevelle para o modelo do ano de 1978 redesenhado e reduzido.

## Características
Como era tradicional na época, possuía medidas generosas e potentes motores V8.
Em sua versão mais potente, a SS [Super Sport] com o motor 454, dispunha de um torque descomunal, sendo disponibilizado em versões com transmissão automática hydramatic, (2 ou 3 velocidades), ou mecânica (3 ou 4 velocidades).
Seu design lembrava muito o do Oldsmobile 442, do qual utilizava basicamente a mesma mecânica, já que a Oldsmobile também pertencia ao grupo General Motors.

## Primeira geração (1964-1967)

### Primeira geração (1964-1967)

#### Visão geral
O mercado de automóveis estava mudando significativamente durante o início dos anos 1960 e tornou-se altamente competitivo nos segmentos de carros de porte menor. As três grandes montadoras nacionais (General Motors, Ford e Chrysler) estavam respondendo ao sucesso dos modelos Rambler American e Classic da American Motors que fizeram da AMC a principal fabricante de carros pequenos por vários anos e aumentando o Rambler nos gráficos de vendas domésticas de 1961 para o terceiro lugar atrás da Chevrolet e Ford. O inovador Chevrolet Corvair e o Chevy II, projetados para competir com o Ford Falcon, estavam perdendo terreno. A Ford lançou o Fairlane de porte médio em 1963, ao qual a Chevrolet respondeu com o Chevelle de 1964 com base em um novo projeto de plataforma A. Dirigindo em uma distância entre eixos de 115 polegadas (2.900 mm), o novo Chevelle foi similar em tamanho, simplicidade e conceito aos modelos Chevrolet 1955-1957 de tamanho padrão. O Chevelle era o único carro totalmente novo da indústria automobilística dos Estados Unidos em 1964 e estava posicionado para preencher a lacuna entre o pequeno Chevrolet II e os modelos Chevrolet de tamanho grande. Introduzido em agosto de 1963 por "Bunkie" Knudsen, o Chevelle preencheu a lacuna para a Chevrolet com vendas de 338.286 para o ano.

## Segunda geração (1968-1972)

#### Visão geral
O Chevelle de 1968 recebeu um corpo todo novo distintamente esculpido com paralamas dianteiros cônicos. Enquanto todos os modelos Chevelle de 1967 tinham uma distância entre eixos de 115 polegadas (2.900 mm), os cupês e conversíveis de 1968 agora tinham uma distância entre eixos de 112 polegadas (2.800 mm). Os dos sedãs e peruas giraram em um vão de 116 polegadas (2.900 mm). A largura do piso cresceu 2,5 cm na frente e atrás. Os cupês hardtop apresentavam uma linha de teto semi-fastback e fluido (com capô longo imitando o Camaro (que em si era uma resposta ao Ford Mustang). Modelos com acabamento superior (incluindo o SS 396 e o novo luxuoso Concours) O Chevelle 300 (prefixo 131 - 32 VIN) estava disponível como cupê de coluna e/ou perua (Nomad), enquanto o 300 Deluxe e o Nomad Custom (Prefixo 133 ou 134 VIN) tinha um hardtop de 2 portas adicionado à programação (quarto e quinto caracteres VIN serão 37; com o 300 Deluxe anterior, o hardtop estava disponível com o Malibu e o SS396, mas não com a base 300/Deluxe nos EUA, sem contar os produzidos para o mercado canadense). O Super Sport (cupê esportivo SS396, conversível e El Camino pickup) tornou-se série por conta própria. Chevrolet produziu 60.499 cupês esportivos SS 396, 2.286 conversíveis e 5.190 El Caminos; o único ano em que o estilo de corpo El Camino teria sua designação da própria série SS396 (13880).

## NASCAR

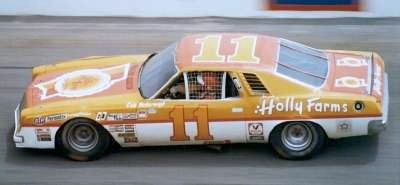
Chevelle Laguna #11 do Cale Yarborough

A terceira geração Chevelle foi um estilo de corpo amplamente utilizado na competição da NASCAR de 1973 a 1977. O Chevelle Laguna, em particular, foi extremamente bem-sucedido, permitindo que Cale Yarborough vencesse 34 corridas e ganhasse os dois primeiros de três campeonatos Grand National consecutivos. Considerado um modelo de edição limitada pela NASCAR, o Laguna S-3 era inelegível para a competição após a temporada de 1977.
Motor Trend disse em 1973: "Enquanto nem a Chevrolet ou Pontiac estão de volta às corridas, os novos intermediários de produção dos estúdios de estilo da GM são curiosamente aerodinâmicos. Eles também estão curiosamente competindo nas pistas do circuito da NASCAR e vendendo o mais rápido possível para as concessionárias".[carece de fontes?]
21 de outubro de 1973: American 500, Benny Parsons é indicado para reparos após um acidente inicial. A ajuda de várias equipes permitiu-lhe regressar à corrida e terminar em 28º. Parsons e seu Chevelle esperam para ganhar o campeonato nacional da NASCAR Winston Cup Grand National. Parsons levou os pontos de vantagem com um terceiro lugar na Talladega Speedway no início de maio e nunca desistiu da liderança. Ele aguentou um agrupamento tardio com Cale Yarborough para vencer por apenas 67,15 pontos.
Agosto de 1976: Cale Yarborough dirigiu seu Chevelle Junior Johnson/Holly Farms #11 para o campeonato NASCAR Winston Cup Grand National de 1976. Yarborough venceu nove corridas ao longo do caminho para o primeiro de três títulos consecutivos. Ele terminou em último na Daytona 500, mas assumiu o comando da conquista de pontos em agosto. Yarborough venceu Richard Petty por 195 pontos.
20 de fevereiro de 1977: Daytona 500, Chevelle de Cale Yarborough se afasta do Chevelle de Benny Parsons nas últimas voltas para vencer em sua segunda Daytona 500. Cale Yarborough estava correndo na final de todas as 30 corridas da NASCAR Winston Cup, dominando a temporada de 1977 e conquistando seu segundo título consecutivo. Yarborough venceu nove corridas em 30 partidas no seu  Chevelle #11 e terminou 386 pontos à frente do vice-campeão Richard Petty.

## Galeria
- Chevrolet Chevelle 427 de 1964
- Chevrolet Chevelle SS Conversível de 1965
- Chevrolet Chevelle SS  de 1966
- Chevelle Malibu  de 1967
- Chevrolet Chevelle SS conversível  de 1968
- Chevrolet Chevelle Coupe de 1969
- Chevelle SS Hardtop Coupe  de 1970
- Chevrolet Chevelle Malibu Sport Sedan  de 1971
- Chevrolet Chevelle SS wagon  de 1972
- Chevrolet Chevelle Malibu SS Colonnade Hardtop Coupe de 1973
- Chevelle Malibu Coupe de 1974
- Chevrolet Chevelle Malibu Coupe  de 1975
- Chevrolet Chevelle Laguna Type S-3 Coupe  de 1976
- Chevrolet Chevelle Malibu Classic Landau Coupe  de 1977
- Logo do SS 396
- Logo do Chevelle
- Chevelle 396
- Chevrolet Chevelle "Malibu" Conversível de 1972 (Mostrado em Tinta Polly Primavera Verde)